# Chorebus ruficollis
Chorebus ruficollis är en stekelart som först beskrevs av Stelfox 1957.  Chorebus ruficollis ingår i släktet Chorebus och familjen bracksteklar. Inga underarter finns listade i Catalogue of Life.